# Coupe d'Europe FIBA 2024-2025
Navigation
2023-2024 2025-2026
La Coupe d'Europe FIBA 2024-2025 est la 10e édition de la Coupe d'Europe FIBA, considérée officieusement comme la quatrième compétition européenne de clubs dans la hiérarchie du basket-ball européen.

## Équipes participantes
| Saison régulière      | Saison régulière     | Saison régulière        | Saison régulière        |
| --------------------- | -------------------- | ----------------------- | ----------------------- |
| Tofaş Bursa           | Löwen Brunswick      | AEK Larnaca             | Keravnós Strovólou      |
| Basket Saragosse 2002 | Patrioti Levice      | Bursaspor               | Cholet Basket           |
| Giants Antwerp        | Fribourg Olympic     | KK Włocławek            | Sporting Portugal       |
| Dinamo Sassari        | BK Dnipro            | CSM Oradea              | FC Argeș Pitești        |
| BC Pärnu              | Spójnia Stargard     | Rilski Sportist Samakov | ESSM Le Portel          |
| BC Kalev/Cramo        | Norrköping Dolphins  | Sabah BC                | MHP Riesen Ludwigsbourg |
| BC Trepça             | Caledonia Gladiators | FC Porto                | Limbourg United         |
| PAOK Salonique        | Szolnoki Olajbányász | BK Prievidza            | Balkan Botevgrad        |
| BC Kutaisi 2010       |                      |                         |                         |
| Qualifications        |                      |                         |                         |
| JDA Dijon             | Spirou Charleroi     | Alba Fehérvár           | CSM Constanța           |
| Anórthosis Famagouste | Maroussi Athènes     | Bilbao Basket           |                         |

## Calendrier
Ce tableau présente le calendrier de la saison.
| Nom              | Nom            | Date aller                 | Date retour                |
| Qualifications   | Qualifications | Qualifications             | Qualifications             |
| ---------------- | -------------- | -------------------------- | -------------------------- |
| -                | -              | 24 septembre               | 26 et 27 septembre         |
| Saison régulière |                |                            |                            |
| Journée 1        | Journée 1      | 8 et 9 octobre             | 8 et 9 octobre             |
| Journée 2        | Journée 2      | 15 et 16 octobre           | 15 et 16 octobre           |
| Journée 3        | Journée 3      | 22 et 23 octobre           | 22 et 23 octobre           |
| Journée 4        | Journée 4      | 29, 30 et 31 octobre       | 29, 30 et 31 octobre       |
| Journée 5        | Journée 5      | 5 et 6 novembre            | 5 et 6 novembre            |
| Journée 6        | Journée 6      | 12 et 13 novembre          | 12 et 13 novembre          |
| Deuxième tour    |                |                            |                            |
| Journée 1        | Journée 1      | 3 décembre et 4 décembre   | 3 décembre et 4 décembre   |
| Journée 2        | Journée 2      | 11 décembre et 12 décembre | 11 décembre et 12 décembre |
| Journée 3        | Journée 3      | 7 janvier et 8 janvier     | 7 janvier et 8 janvier     |
| Journée 4        | Journée 4      | 14 janvier et 15 janvier   | 14 janvier et 15 janvier   |
| Journée 5        | Journée 5      | 28 janvier et 29 janvier   | 28 janvier et 29 janvier   |
| Journée 6        | Journée 6      | 4 février et 5 février     | 4 février et 5 février     |
| Phase finale     |                |                            |                            |
| 1/4 de finale    | 1/4 de finale  | 5 mars                     | 12 mars                    |
| 1/2 finales      | 1/2 finales    | 26 mars                    | 2 avril                    |
| Finale           | Finale         | 16 avril                   | 23 avril                   |

## Compétition
Le format a été élargi pour 40 équipes réparties en 10 groupes lors de la saison régulière.

### Qualifications
Il y a 14 clubs qui participeront aux éliminatoires de la Coupe d’Europe FIBA dans une série aller-retour, le vainqueur de chaque paire rejoignant le tableau de la saison régulière. Ces rencontres se joueront les 24, 26 et 27 septembre, les clubs têtes de série jouant le match retour à domicile.
Légende :

#### Qualification 1
| Équipe    | Aller   | Total     | Retour   | Équipe        |
| --------- | ------- | --------- | -------- | ------------- |
| JDA Dijon | 95 - 84 | 200 - 141 | 105 - 57 | Dinamo Zagreb |

#### Qualification 2
| Équipe            | Aller   | Total     | Retour  | Équipe           |
| ----------------- | ------- | --------- | ------- | ---------------- |
| Sporting Portugal | 69 - 69 | 148 - 141 | 79 - 72 | Spirou Charleroi |

#### Qualification 3
| Équipe        | Aller    | Total     | Retour   | Équipe       |
| ------------- | -------- | --------- | -------- | ------------ |
| Alba Fehérvár | 85 - 102 | 189 - 186 | 104 - 84 | BK Prievidza |

#### Qualification 4
| Équipe        | Aller  | Total     | Retour  | Équipe    |
| ------------- | ------ | --------- | ------- | --------- |
| CSM Constanța | 69- 71 | 153 - 142 | 84 - 71 | BK Dnipro |

#### Qualification 5
| Équipe                | Aller   | Total     | Retour  | Équipe           |
| --------------------- | ------- | --------- | ------- | ---------------- |
| Anórthosis Famagouste | 81 - 74 | 168 - 149 | 87 - 75 | Starlites Naxxar |

#### Qualification 6
| Équipe           | Aller   | Total     | Retour   | Équipe  |
| ---------------- | ------- | --------- | -------- | ------- |
| Maroussi Athènes | 98 - 75 | 204 - 156 | 106 - 81 | KB Peja |

#### Qualification 7
| Équipe        | Aller   | Total     | Retour  | Équipe            |
| ------------- | ------- | --------- | ------- | ----------------- |
| Bilbao Basket | 74 - 66 | 169 - 125 | 95 - 59 | Neptunas Klaipeda |

### Les meilleurs perdants
Les places supplémentaires ont été libérées après la qualification de SL Benfica, Aliaga Petkimspor et Telekom Baskets Bonn pour la Basketball Champions League. Les trois meilleurs perdants ont été déterminés par la série des meilleurs perdants du tour de qualification de la Coupe d'Europe FIBA.
Légende :
| Rang | Equipes           | Pp  | Pc  | Diff |
| ---- | ----------------- | --- | --- | ---- |
| 1    | BK Prievidza      | 186 | 189 | -3   |
| 2    | Spirou Charleroi  | 141 | 148 | -7   |
| 3    | BC Dnipro         | 142 | 153 | -11  |
| 4    | Starlites Naxxar  | 149 | 168 | -19  |
| 5    | Neptunas Klaipeda | 125 | 169 | -44  |
| 6    | KB Peja           | 156 | 204 | -48  |
| 7    | Dinamo Zagreb     | 141 | 200 | -59  |

### Saison régulière

#### Premier tour
40 équipes participent au premier tour de la saison régulière, réparties en 10 groupes de 4 équipes.
Légende :

##### Groupe A
| Rang | Équipe             | Pts | J | G | P | Pp  | Pc  | Diff |  | Résultats (dom.\ext.) |       |        | LAR   | KER   |
| ---- | ------------------ | --- | - | - | - | --- | --- | ---- |  | --------------------- | ----- | ------ | ----- | ----- |
| 1    | Tofaş Bursa        | 12  | 6 | 6 | 0 | 586 | 489 | 97   |  | Tofaş Bursa           |       | 102-90 | 93-61 | 99-81 |
| 2    | Löwen Braunschweig | 9   | 6 | 3 | 3 | 515 | 487 | 28   |  | Löwen Braunschweig    | 92-97 |        | 89-59 | 78-71 |
| 3    | AEK Larnaca        | 8   | 6 | 2 | 4 | 426 | 514 | -88  |  | AEK Larnaca           | 69-96 | 63-72  |       | 82-73 |
| 4    | Keravnós Strovólou | 7   | 6 | 1 | 5 | 507 | 544 | -37  |  | Keravnós Strovólou    | 96-99 | 95-94  | 91-92 |       |

##### Groupe B
| Rang | Équipe                                       | Pts | J | G | P | Pp  | Pc  | Diff |  | Résultats (dom.\ext.)                        |       |        |        |        |
| ---- | -------------------------------------------- | --- | - | - | - | --- | --- | ---- |  | -------------------------------------------- | ----- | ------ | ------ | ------ |
| 1    | Basket Saragosse 2002                        | 11  | 6 | 5 | 1 | 542 | 491 | 51   |  | Basket Saragosse 2002                        |       | 92-71  | 106-84 | 92-77  |
| 2    | Patrioti Levice                              | 10  | 6 | 4 | 2 | 514 | 487 | 27   |  | Patrioti Levice                              | 96-80 |        | 63-78  | 100-68 |
| 3    | Bursaspor                                    | 9   | 6 | 3 | 3 | 513 | 504 | 9    |  | Bursaspor                                    | 87-89 | 97-101 |        | 86-79  |
| 4    | Anórthosis Famagouste (basket-ball masculin) | 6   | 6 | 0 | 6 | 438 | 525 | -87  |  | Anórthosis Famagouste (basket-ball masculin) | 76-83 | 72-83  | 66-81  |        |

##### Groupe C
| Rang | Équipe           | Pts | J | G | P | Pp  | Pc  | Diff |  | Résultats (dom.\ext.) |        |        |        |        |
| ---- | ---------------- | --- | - | - | - | --- | --- | ---- |  | --------------------- | ------ | ------ | ------ | ------ |
| 1    | Cholet Basket    | 12  | 6 | 6 | 0 | 569 | 445 | 124  |  | Cholet Basket         |        | 90-75  | 90-77  | 106-63 |
| 2    | Fribourg Olympic | 10  | 6 | 4 | 2 | 554 | 479 | 75   |  | Fribourg Olympic      | 81-85  |        | 102-84 | 103-76 |
| 3    | Giants Antwerp   | 8   | 6 | 2 | 4 | 481 | 526 | -45  |  | Giants Antwerp        | 81-94  | 67-89  |        | 84-81  |
| 4    | CSM Constanța    | 6   | 6 | 0 | 6 | 435 | 589 | -154 |  | CSM Constanța         | 68-104 | 77-104 | 70-88  |        |

##### Groupe D
| Rang | Équipe                 | Pts | J | G | P | Pp  | Pc  | Diff |  | Résultats (dom.\ext.)  |       |        |       |        |
| ---- | ---------------------- | --- | - | - | - | --- | --- | ---- |  | ---------------------- | ----- | ------ | ----- | ------ |
| 1    | Dinamo Sassari         | 12  | 6 | 6 | 0 | 517 | 406 | 111  |  | Dinamo Sassari         |       | 69-66  | 88-71 | 94-62  |
| 2    | KK Włocławek           | 10  | 6 | 4 | 2 | 553 | 435 | 118  |  | KK Włocławek           | 83-86 |        | 93-63 | 114-71 |
| 3    | Sporting Portugal (+3) | 7   | 6 | 1 | 5 | 424 | 495 | -71  |  | Sporting Portugal (+3) | 69-82 | 83-97  |       | 70-78  |
| 4    | BK Dnipro (-3)         | 7   | 6 | 1 | 5 | 386 | 544 | -158 |  | BK Dnipro (-3)         | 55-98 | 63-100 | 57-68 |        |

##### Groupe E
| Rang | Équipe                 | Pts | J | G | P | Pp  | Pc  | Diff |  | Résultats (dom.\ext.)  | ORA   | ARG   |       |       |
| ---- | ---------------------- | --- | - | - | - | --- | --- | ---- |  | ---------------------- | ----- | ----- | ----- | ----- |
| 1    | CSM Oradea             | 11  | 6 | 5 | 1 | 479 | 433 | 46   |  | CSM Oradea             |       | 78-74 | 77-75 | 85-67 |
| 2    | Argeș Pitești (+11)    | 9   | 6 | 3 | 3 | 430 | 422 | 8    |  | Argeș Pitești (+11)    | 80-78 |       | 77-63 | 67-65 |
| 3    | Spójnia Stargard (-11) | 9   | 6 | 3 | 3 | 440 | 424 | 16   |  | Spójnia Stargard (-11) | 65-77 | 65-62 |       | 83-59 |
| 4    | BC Pärnu               | 7   | 6 | 1 | 5 | 408 | 478 | -70  |  | BC Pärnu               | 72-84 | 73-70 | 72-89 |       |

##### Groupe F
| Rang | Équipe                  | Pts | J | G | P | Pp  | Pc  | Diff |  | Résultats (dom.\ext.)   |         |         |          |          |
| ---- | ----------------------- | --- | - | - | - | --- | --- | ---- |  | ----------------------- | ------- | ------- | -------- | -------- |
| 1    | BC Kalev/Cramo          | 11  | 6 | 5 | 1 | 503 | 436 | 67   |  | BC Kalev/Cramo          |         | 66 - 63 | 95 - 89  | 88-76    |
| 2    | ESSM Le Portel          | 10  | 6 | 4 | 2 | 479 | 416 | 63   |  | ESSM Le Portel          | 54 - 77 |         | 104 - 73 | 74-60    |
| 3    | Alba Fehérvár           | 9   | 6 | 3 | 3 | 528 | 564 | -36  |  | Alba Fehérvár           | 93-90   | 80-104  |          | 100 - 88 |
| 4    | Rilski Sportist Samakov | 6   | 6 | 0 | 6 | 428 | 522 | -94  |  | Rilski Sportist Samakov | 61 - 87 | 60 - 80 | 83 - 93  |          |

##### Groupe G
| Rang | Équipe              | Pts | J | G | P | Pp  | Pc  | Diff |  | Résultats (dom.\ext.) |       |       |       |       |
| ---- | ------------------- | --- | - | - | - | --- | --- | ---- |  | --------------------- | ----- | ----- | ----- | ----- |
| 1    | Spirou Charleroi    | 11  | 6 | 5 | 1 | 499 | 476 | 23   |  | Spirou Charleroi      |       | 79-69 | 93-86 | 82-81 |
| 2    | Maroussi Athènes    | 10  | 6 | 4 | 2 | 490 | 444 | 46   |  | Maroussi Athènes      | 87-70 |       | 99-80 | 82-71 |
| 3    | Norrköping Dolphins | 8   | 6 | 2 | 4 | 474 | 513 | -39  |  | Norrköping Dolphins   | 85-97 | 74-71 |       | 75-83 |
| 4    | Sabah BC            | 7   | 6 | 1 | 5 | 443 | 473 | -30  |  | Sabah BC              | 68-78 | 70-82 | 70-74 |       |

##### Groupe H
| Rang | Équipe                  | Pts | J | G | P | Pp  | Pc  | Diff |  | Résultats (dom.\ext.)   |       |       |        |        |
| ---- | ----------------------- | --- | - | - | - | --- | --- | ---- |  | ----------------------- | ----- | ----- | ------ | ------ |
| 1    | MHP Riesen Ludwigsbourg | 11  | 6 | 5 | 1 | 487 | 404 | 83   |  | MHP Riesen Ludwigsbourg |       | 80-77 | 86-62  | 87-54  |
| 2    | JDA Dijon               | 10  | 6 | 4 | 2 | 557 | 446 | 111  |  | JDA Dijon               | 81-93 |       | 102-62 | 118-73 |
| 3    | Caledonia Gladiators    | 9   | 6 | 3 | 3 | 351 | 425 | -74  |  | Caledonia Gladiators    | 73-71 | 54-90 |        | 20-0   |
| 4    | BC Trepça               | 5   | 6 | 0 | 6 | 344 | 364 | -20  |  | BC Trepça               | 57-70 | 84-89 | 76-80  |        |

##### Groupe I
| Rang | Équipe               | Pts | J | G | P | Pp  | Pc  | Diff |  | Résultats (dom.\ext.) |       |       |        |       |
| ---- | -------------------- | --- | - | - | - | --- | --- | ---- |  | --------------------- | ----- | ----- | ------ | ----- |
| 1    | FC Porto(+16)        | 11  | 6 | 5 | 1 | 497 | 429 | 68   |  | FC Porto(+16)         |       | 99-64 | 80-61  | 77-68 |
| 2    | PAOK Salonique(-16)  | 11  | 6 | 5 | 1 | 495 | 450 | 45   |  | PAOK Salonique(-16)   | 89-70 |       | 94-76  | 82-66 |
| 3    | Limbourg United      | 8   | 6 | 2 | 4 | 460 | 500 | -40  |  | Limbourg United       | 76-83 | 70-74 |        | 77-74 |
| 4    | Szolnoki Olajbányász | 6   | 6 | 0 | 6 | 443 | 516 | -73  |  | Szolnoki Olajbányász  | 71-88 | 69-92 | 95-100 |       |

##### Groupe J
| Rang | Équipe           | Pts | J | G | P | Pp  | Pc  | Diff |  | Résultats (dom.\ext.) |       |         |       |       |
| ---- | ---------------- | --- | - | - | - | --- | --- | ---- |  | --------------------- | ----- | ------- | ----- | ----- |
| 1    | Bilbao Basket    | 12  | 6 | 6 | 0 | 538 | 364 | 174  |  | Bilbao Basket         |       | 87-66   | 91-63 | 95-55 |
| 2    | BK Prievidza     | 10  | 6 | 4 | 2 | 484 | 473 | 11   |  | BK Prievidza          | 61-84 |         | 77-69 | 83-59 |
| 3    | BC Kutaisi 2010  | 8   | 6 | 2 | 4 | 472 | 534 | -62  |  | BC Kutaisi 2010       | 57-88 | 104-108 |       | 93-92 |
| 4    | Balkan Botevgrad | 6   | 6 | 0 | 6 | 416 | 539 | -123 |  | Balkan Botevgrad      | 62-93 | 70-89   | 78-86 |       |

##### Classement des meilleurs deuxièmes des poules de la saison régulière
Les dix clubs premiers de leur poule sont qualifiés pour le deuxième tour, accompagnés par les six meilleurs deuxièmes.
Légende :
| Rang | Équipe             | Pts | J | G | P | Pp  | Pc  | Diff |
| ---- | ------------------ | --- | - | - | - | --- | --- | ---- |
| 1    | PAOK Salonique     | 11  | 6 | 5 | 1 | 495 | 450 | 45   |
| 2    | kKK Włocławek      | 10  | 6 | 4 | 2 | 553 | 435 | 118  |
| 3    | JDA Dijon          | 10  | 6 | 4 | 2 | 557 | 446 | 111  |
| 4    | Fribourg Olympic   | 10  | 6 | 4 | 2 | 554 | 479 | 75   |
| 5    | ESSM Le Portel     | 10  | 6 | 4 | 2 | 479 | 416 | 63   |
| 6    | Maroussi Athènes   | 10  | 6 | 4 | 2 | 490 | 444 | 46   |
| 7    | Patrioti Levice    | 10  | 6 | 4 | 2 | 514 | 487 | 27   |
| 8    | BK Prievidza       | 10  | 6 | 4 | 2 | 484 | 473 | 11   |
| 9    | Löwen Braunschweig | 9   | 6 | 3 | 3 | 515 | 487 | 28   |
| 10   | Argeș Pitești      | 9   | 6 | 3 | 3 | 430 | 422 | 8    |

#### Deuxième tour
Les 16 équipes qualifiées, pour le deuxième tour, sont divisées en 4 groupes de 4. Les deux premiers de chaque groupe se qualifient pour les quarts de finale.
Légende :

##### Groupe K
| Rang | Équipe                | Pts | J | G | P | Pp  | Pc  | Diff |  | Résultats (dom.\ext.) |        |       |       |       |
| ---- | --------------------- | --- | - | - | - | --- | --- | ---- |  | --------------------- | ------ | ----- | ----- | ----- |
| 1    | Tofaş Bursa           | 10  | 6 | 4 | 2 | 513 | 510 | 3    |  | Tofaş Bursa           |        | 83-97 | 96-83 | 82-90 |
| 2    | Basket Saragosse 2002 | 9   | 6 | 3 | 3 | 512 | 491 | 21   |  | Basket Saragosse 2002 | 79-80  |       | 80-68 | 86-70 |
| 3    | FC Porto              | 9   | 6 | 3 | 3 | 494 | 496 | -2   |  | FC Porto              | 86-75  | 87-95 |       | 80-76 |
| 4    | Maroussi Athènes      | 8   | 6 | 2 | 4 | 487 | 509 | -22  |  | Maroussi Athènes      | 104-95 | 74-77 | 82-81 |       |

##### Groupe L
| Rang | Équipe         | Pts | J | G | P | Pp  | Pc  | Diff |  | Résultats (dom.\ext.) |       |       |       |       |
| ---- | -------------- | --- | - | - | - | --- | --- | ---- |  | --------------------- | ----- | ----- | ----- | ----- |
| 1    | Cholet Basket  | 11  | 6 | 5 | 1 | 507 | 457 | 50   |  | Cholet Basket         |       | 82-75 | 82-70 | 85-82 |
| 2    | Bilbao Basket  | 11  | 6 | 5 | 1 | 490 | 458 | 32   |  | Bilbao Basket         | 95-88 |       | 77-60 | 74-65 |
| 3    | Dinamo Sassari | 7   | 6 | 1 | 5 | 458 | 481 | -23  |  | Dinamo Sassari        | 75-78 | 89-91 |       | 88-70 |
| 4    | ESSM Le Portel | 7   | 6 | 1 | 5 | 434 | 493 | -59  |  | ESSM Le Portel        | 60-92 | 74-78 | 83-76 |       |

##### Groupe M
| Rang | Équipe         | Pts | J | G | P | Pp  | Pc  | Diff |  | Résultats (dom.\ext.) |       |       |       |       |
| ---- | -------------- | --- | - | - | - | --- | --- | ---- |  | --------------------- | ----- | ----- | ----- | ----- |
| 1    | PAOK Salonique | 10  | 6 | 4 | 2 | 501 | 485 | 16   |  | PAOK Salonique        |       | 95-81 | 73-68 | 87-85 |
| 2    | JDA Dijon      | 10  | 6 | 4 | 2 | 514 | 535 | -21  |  | JDA Dijon             | 97-93 |       | 87-86 | 96-93 |
| 3    | CSM Oradea     | 9   | 6 | 3 | 3 | 505 | 460 | 45   |  | CSM Oradea            | 83-74 | 98-77 |       | 76-83 |
| 4    | BC Kalev/Cramo | 7   | 6 | 1 | 5 | 468 | 508 | -40  |  | BC Kalev/Cramo        | 71-79 | 70-76 | 66-94 |       |

##### Groupe N
| Rang | Équipe                  | Pts | J | G | P | Pp  | Pc  | Diff |  | Résultats (dom.\ext.)   |       |       |       |         |
| ---- | ----------------------- | --- | - | - | - | --- | --- | ---- |  | ----------------------- | ----- | ----- | ----- | ------- |
| 1    | MHP Riesen Ludwigsbourg | 12  | 6 | 6 | 0 | 511 | 420 | 91   |  | MHP Riesen Ludwigsbourg |       | 82-58 | 95-67 | 86-81   |
| 2    | Fribourg Olympic        | 9   | 6 | 3 | 3 | 497 | 488 | 9    |  | Fribourg Olympic        | 73-78 |       | 95-87 | 107-101 |
| 3    | Spirou Charleroi        | 8   | 6 | 2 | 4 | 451 | 525 | -74  |  | Spirou Charleroi        | 57-78 | 62-92 |       | 87-83   |
| 4    | KK Włocławek            | 7   | 6 | 1 | 5 | 509 | 535 | -26  |  | KK Włocławek            | 84-92 | 78-72 | 82-91 |         |

### Phase finale

#### Tableau
|  | Quarts de finale | Quarts de finale      | Quarts de finale | Quarts de finale | Quarts de finale |     |                         | Demi-finales   | Demi-finales | Demi-finales | Demi-finales | Demi-finales |  |  | Finale | Finale        | Finale | Finale | Finale |
|  |                  |                       |                  |                  |                  |     |                         |                |              |              |              |              |  |  |        |               |        |        |        |
|  | K1               | Tofaş Bursa           | 72               | *102             | 174              |     |                         |                |              |              |              |              |  |  |        |               |        |        |        |
|  | L2               | Bilbao Basket         | *84              | 93               | 177              |     |                         |                |              |              |              |              |  |  |        |               |        |        |        |
|  | L2               | Bilbao Basket         | *84              | 93               | 177              |     | L2                      | Bilbao Basket  | 58           | *97          | 155          |              |  |  |        |               |        |        |        |
|  |                  |                       |                  |                  |                  |     | L2                      | Bilbao Basket  | 58           | *97          | 155          |              |  |  |        |               |        |        |        |
|  |                  | M2                    | JDA Dijon        | *77              | 68               | 145 |                         |                |              |              |              |              |  |  |        |               |        |        |        |
|  | N1               | M2                    | JDA Dijon        | *77              | 68               | 145 | MHP Riesen Ludwigsbourg | 75             | *72          | 147          |              |              |  |  |        |               |        |        |        |
|  | N1               |                       |                  |                  |                  |     | MHP Riesen Ludwigsbourg | 75             | *72          | 147          |              |              |  |  |        |               |        |        |        |
|  | M2               | JDA Dijon             | *88              | 83               | 171              |     |                         |                |              |              |              |              |  |  |        |               |        |        |        |
|  |                  |                       |                  |                  |                  |     |                         |                |              |              |              |              |  |  | L2     | Bilbao Basket | *72    | 82     | 154    |
|  |                  | M1                    | PAOK Salonique   | 65               | 84*              | 149 |                         |                |              |              |              |              |  |  |        |               |        |        |        |
|  | M1               | PAOK Salonique        | 62               | *82              | 144              |     |                         |                |              |              |              |              |  |  |        |               |        |        |        |
|  | N2               | Fribourg Olympic      | *62              | 76               | 138              |     |                         |                |              |              |              |              |  |  |        |               |        |        |        |
|  | N2               | Fribourg Olympic      | *62              | 76               | 138              |     | M1                      | PAOK Salonique | *88          | 90ap         | 178          |              |  |  |        |               |        |        |        |
|  |                  |                       |                  |                  |                  |     | M1                      | PAOK Salonique | *88          | 90ap         | 178          |              |  |  |        |               |        |        |        |
|  |                  | L1                    | Cholet Basket    | 89               | *88              | 177 |                         |                |              |              |              |              |  |  |        |               |        |        |        |
|  | L1               | L1                    | Cholet Basket    | 89               | *88              | 177 | Cholet Basket           | 83             | *90          | 173          |              |              |  |  |        |               |        |        |        |
|  | L1               |                       |                  |                  |                  |     | Cholet Basket           | 83             | *90          | 173          |              |              |  |  |        |               |        |        |        |
|  | K2               | Basket Saragosse 2002 | *83              | 71               | 154              |     |                         |                |              |              |              |              |  |  |        |               |        |        |        |

## Récompenses individuelles

### Récompenses de la saison
- Meilleur joueur (MVP)[3] :  Melwin Pantzar ( Bilbao Basket )

### Récompenses mensuelles

#### MVP du mois
| Mois     | Joueur                | Équipe               | Pts  | Reb | PD  | Éval |
| -------- | --------------------- | -------------------- | ---- | --- | --- | ---- |
| Octobre  | Bastien Vautier (1/1) | Cholet Basket (1/1)  | 14,3 | 5,5 | 2,5 | 21,5 |
| November | Jeriah Horne (1/1)    | Alba Fehérvár (1/1)  | 27   | 9,0 | 3,0 | 32,5 |
| Décembre | Alex Pérez (1/1)      | Tofaş Bursa (1/1)    | 16,5 | 6,0 | 9,0 | 23,0 |
| Janvier  | Toney Douglas (1/1)   | FC Porto (1/1)       | 18,7 | 9,0 | 5,7 | 22,0 |
| Mars     | Shavar Reynolds (1/1) | PAOK Salonique (1/1) | 18,7 | 3,3 | 6,0 | 21,0 |

### Récompenses hebdomadaires

#### Meilleure équipe par journée de la saison régulière
| Journée | PG                                            | SG                                                   | SF                                               | PF                                                | C                                                   |
| ------- | --------------------------------------------- | ---------------------------------------------------- | ------------------------------------------------ | ------------------------------------------------- | --------------------------------------------------- |
| 1       | Josh Hagins (1/2) Keravnós Strovólou (1/3)    | Trae Bell-Haynes (1/2) Basket Saragosse 2002 (1/6)   | Ismael Sanogo (1/1) Maroussi Athènes (1/3)       | Jeriah Horne (1/3) Alba Fehérvár (1/3)            | DeAndre Baldwin (1/1) Sabah BC (1/1)                |
| 2       | Bastien Vautier (1/2) Cholet Basket (1/6)     | Strahinja Jovanović (1/1) Szolnoki Olajbányász (1/1) | Landrius Horton (1/1) Keravnós Strovólou (2/3)   | Monyea Pratt (1/1) CSM Constanța (1/1)            | Ajiri Johnson (1/1) BC Pärnu (1/1)                  |
| 3       | Josh Hagins (2/2) Keravnós Strovólou (3/3)    | Leemet Bockler (1/1) BC Kalev/Cramo (1/2)            | Donatas Tarolis (1/3) CSM Oradea (1/3)           | George Korsantia (1/2) BC Kutaisi 2010 (1/3)      | Emir Sulejmanović (1/1) Basket Saragosse 2002 (2/6) |
| 4       | Elijah Joiner (1/1) BC Kutaisi 2010 (2/3)     | Mikaile Tmušić (1/1) KB Trepça (1/1)                 | Cameron Reynolds (1/1) Maroussi Athènes (2/3)    | Jure Planinić (1/1) Rilski Sportist Samakov (1/1) | Hunter Dean (1/1) BK Prievidza (1/2)                |
| 5       | Quinten Smout (1/1) Spirou Charleroi (1/1)    | Daishon Smith (1/1) BK Prievidza (2/2)               | Santiago Yusta (1/1) Basket Saragosse 2002 (3/6) | Jeriah Horne (2/3) Alba Fehérvár (2/3)            | Josh Sharma (1/1) Tofaş Bursa (1/6)                 |
| 6       | Taveion Hollingsworth (1/1) AEK Larnaca (1/1) | Shavar Reynolds (1/2) PAOK Salonique (1/7)           | Justin Simon (1/1) MHP Riesen Ludwigsbourg (1/3) | George Korsantia (2/2) BC Kutaisi 2010 (3/3)      | Jeriah Horne (3/3) Alba Fehérvár (3/3)              |

#### Meilleure équipe par journée du deuxième tour
| Journée | PG                                                 | SG                                                       | SF                                              | PF                                           | C                                              |
| ------- | -------------------------------------------------- | -------------------------------------------------------- | ----------------------------------------------- | -------------------------------------------- | ---------------------------------------------- |
| 1       | Alex Pérez (1/2) Tofaş Bursa (2/6)                 | Ezra Mañjon-Van Ewyk (1/2) MHP Riesen Ludwigsbourg (2/3) | Donatas Tarolis (2/3) CSM Oradea (2/3)          | Phil Fayne (1/1) FC Porto (1/4)              | Jilson Bango (1/2) Basket Saragosse 2002 (4/6) |
| 2       | Elvar Már Friðriksson (1/1) Maroussi Athènes (3/3) | Marcquise Reed (1/2) Tofaş Bursa (3/6)                   | Lahaou Konaté (1/1) ESSM Le Portel (1/1)        | Christian Sengfelder (1/2) JDA Dijon (1/7)   | Thijs De Ridder (1/4) Bilbao Basket (1/6)      |
| 3       | Eic Nottage (1/2) Fribourg Olympic (1/4)           | Toney Douglas (1/2) FC Porto (2/4)                       | Luke Petrasek (1/1) KK Włocławek (1/2)          | Jackson Kreuser (1/2) PAOK Salonique (2/7)   | Jilson Bango (2/2) Basket Saragosse 2002 (5/6) |
| 4       | Marcquise Reed (2/2) Tofaş Bursa (4/6)             | Stefan Vaaks (1/1) BC Kalev/Cramo (2/2)                  | Cedric Henderson Jr. (1/1) PAOK Salonique (3/7) | Natan Jurkovitz (1/1) Fribourg Olympic (2/4) | Bastien Vautier (2/2) Cholet Basket (2/6)      |
| 5       | Nick Ongenda (2/2) KK Włocławek (2/2)              | Donatas Tarolis (3/3) CSM Oradea (3/3)                   | Thijs De Ridder (2/4) Bilbao Basket (2/6)       | Wes Washpun (1/1) FC Porto (3/4)             | Erten Gazi (1/1) Dinamo Sassari (1/1)          |
| 6       | Eric Nottage (2/2) Fribourg Olympic (3/4)          | Toney Douglas (2/2) FC Porto (4/4)                       | Yiğitcan Saybir (1/1) Tofaş Bursa (5/6)         | Jackson Kreuser (2/2) PAOK Salonique (4/7)   | Gavin Ware (1/1) JDA Dijon (2/7)               |

#### Meilleure équipe par match de la phase finale
| Tour                  | PG                                       | SG                                                 | SF                                                       | PF                                          | C                                          |
| --------------------- | ---------------------------------------- | -------------------------------------------------- | -------------------------------------------------------- | ------------------------------------------- | ------------------------------------------ |
| 1/4 de finale Match 1 | Axel Julien (1/2) JDA Dijon (3/7)        | Trae Bell-Haynes (2/2) Basket Saragosse 2002 (6/6) | Ezra Mañjon-Van Ewyk (2/2) MHP Riesen Ludwigsbourg (3/3) | Arnaud Cotture (1/1) Fribourg Olympic (4/4) | Thijs De Ridder (3/4) Bilbao Basket (3/6)  |
| 1/4 de finale Match 2 | Alex Pérez (2/2) Tofaş Bursa (6/6)       | Stefan Smith (1/1) Cholet Basket (3/6)             | Gregor Hrovat (1/2) JDA Dijon (4/7)                      | Christian Sengfelder (2/2) JDA Dijon (5/7)  | Jakob Forrester (1/1) PAOK Salonique (5/7) |
| 1/2 finale Match 1    | Axel Julien (2/2) JDA Dijon (6/7)        | Gérald Ayayi (1/1) Cholet Basket (4/6)             | Shavar Reynolds (2/2) PAOK Salonique (6/7)               | Gregor Hrovat (2/2) JDA Dijon (7/7)         | Jamuni McNeace (1/2) Cholet Basket (5/6)   |
| 1/2 finale Match 2    | Frank Bartley (1/1) PAOK Salonique (7/7) | Zoran Dragić (1/1) Bilbao Basket (4/6)             | Muhammad-Ali Abdur-Rahkman (1/1) Bilbao Basket (5/6)     | Thijs De Ridder (4/4) Bilbao Basket (6/6)   | Jamuni McNeace (2/2) Cholet Basket (6/6)   |